# GoldenEye 007 (jogo eletrônico de 2010)
GoldenEye 007 é um jogo de tiro em primeira pessoa estrelado pelo personagem James Bond, desenvolvido pela Eurocom e lançado pela Activision em 2010, para o console Wii e o portátil Nintendo DS. O jogo é um remake do jogo homônimo lançado em 1997 para Nintendo 64, também oferecendo uma reimaginação do filme GoldenEye, de 1995, atualizado o enredo para 2010 e contando com o atual intérprete de Bond, Daniel Craig. O jogo foi lançado simultaneamente a outro jogo de Bond, 007: Blood Stone.

## Jogabilidade
Assim como os jogos mais recentes do 007, GoldenEye traz uma forma diferente de perda e recuperação de energia, se comparada com os mais antigos. Conforme Bond é atingido por tiros, coronhadas ou explosões, manchas de sangue vão surgindo na tela e as batidas do coração vão acelerando, até que ele morra, caso o jogador não se proteja em algum lugar para que a energia se recupere automaticamente. Há quatro níveis de dificuldade. No primeiro, a energia se esvai lentamente e se recupera rapidamente, enquanto que no terceiro, ocorre o inverso (como nos jogos mais recentes). Já no último nível, chamado 007 Classic, o método é o antigo: Barras de energia são esvaziadas conforme Bond sofre danos e são recuperadas com coletes espalhados pelas fases.
Além de ser totalmente em primeira pessoa (inclusive na grande maioria das cutscenes), o jogo retira a possibilidade do jogador de apertar um botão no controle e automaticamente "grudar" em uma parede ou atrás de uma mesa ou caixas para se proteger de tiros. Ao invés disso, o Bond pode apenas se agaixar por trás destes objetos e ficar levemente acima deles na hora de atirar.
Bond pode levar até três armas, contando com sua pistola silenciável padrão. Assim como em 007: Blood Stone, só os inimigos podem atirar granadas, embora algumas armas venham acopladas com um lança-granadas. Novamente, o Smartphone de Bond é sua única e principal bugiganga, com o qual ele pode abrir portas, tirar fotos, hackear sistemas e baixar arquivos.
A Eurocom fez vários aprimoramentos no jogo, embora mantendo algumas características do jogo original. Assim como no primeiro jogo, há um menu de truques e códigos, disponível desde o início no remake. o jogo possui um sistema de inteligência artificial semelhante ao utilizado pela Eurocom em Dead Space: Extraction. Cada personagem controlado por computador possui um sistema próprio.

## Sinopse
O jogo atualiza o enredo do filme, inclusive sendo escrito por Bruce Feirstein, o mesmo roteirista de GoldenEye. Daniel Craig assume o papel de James Bond (que no jogo original, tinha as feições de seu ator corrente, Pierce Brosnan) enquanto Judi Dench retorna como M. Os outros papéis não tem os mesmos atores do filme, inclusive com a exclusão do personagem Boris Grishenko com exceção do multiplayer.

### Diferenças
O prólogo não se passa na União Soviética durante a Guerra Fria, mas na Rússia atual, e não há um pulo de 9 anos. As cenas em Mônaco agora se passam em Barcelona (o encontro de Bond com Xenia), e Dubai (o roubo do helicóptero). Similar ao jogo original, Bond conhece Natalya invadindo Severnaya - enquanto no filme os dois se conhecem aprisionados em um helicóptero em São Petersburgo. A cena de Bond em um tanque de guerra perseguindo Ourumov ocorre antes de Bond encontrar Janus/006, quando no filme é o contrário. Xenia mata Zukovsky (que sobrevive no filme) e Ourumov (morto por Bond no filme). A motivação do vilão Alec Trevelyan não tem mais inspiração nos pais Cossacos, mas a corrupção dos banqueiros britânicos. As cenas finais ocorrem na Nigéria ao invés de Cuba; Bond é capturado, porém destrói os computadores antes de Natalya desviar o satélite (no filme é o inverso; no jogo original, Bond nunca é capturado). No filme Bond derruba Trevelyan de uma antena, e depois a base explode; no novo jogo, a base está se destruindo quando Bond atira em Trevelyan, fazendo-o cair de uma torre de controle.